# 眉山ドライブウェイ

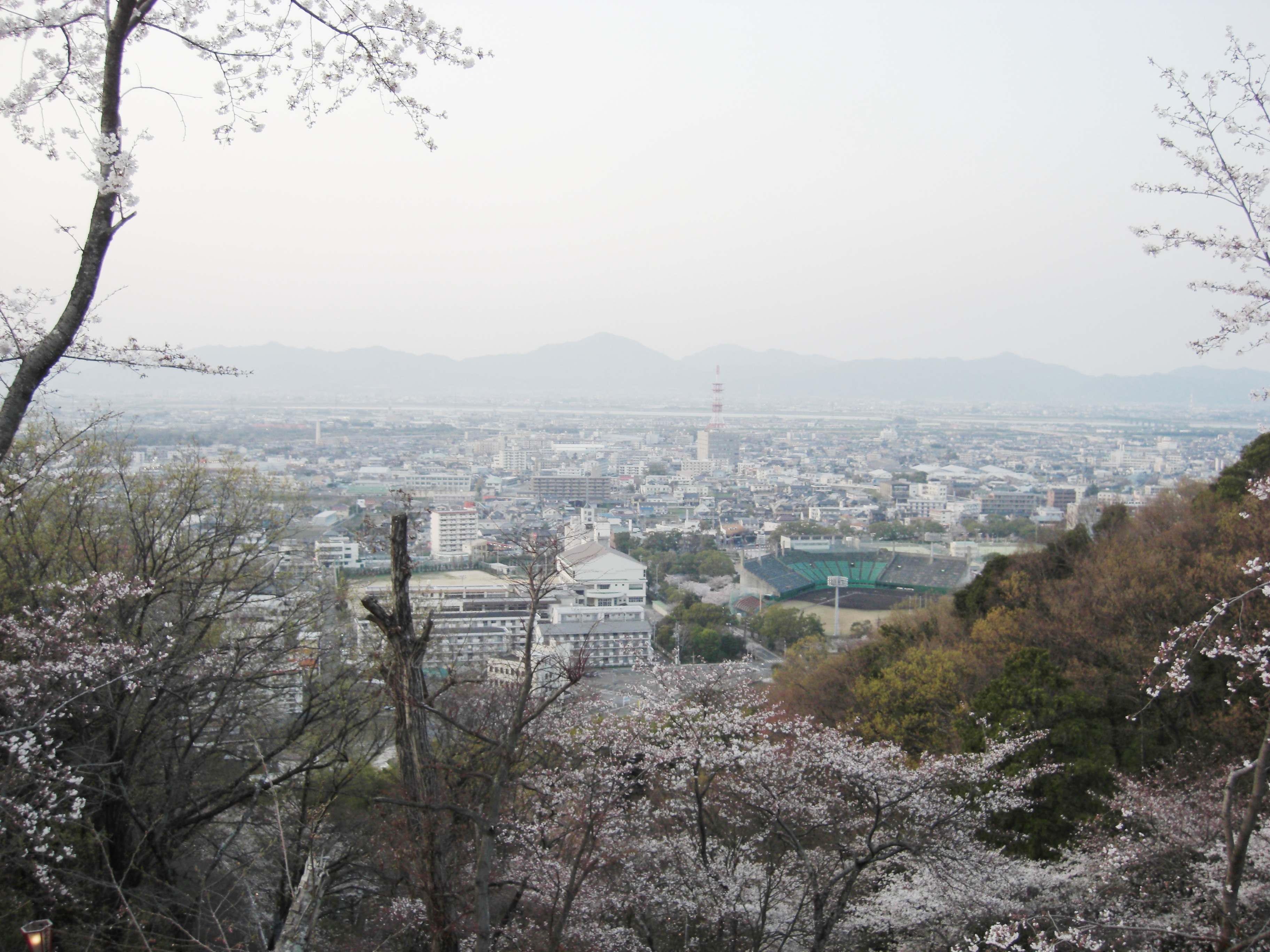
山頂から見た徳島市

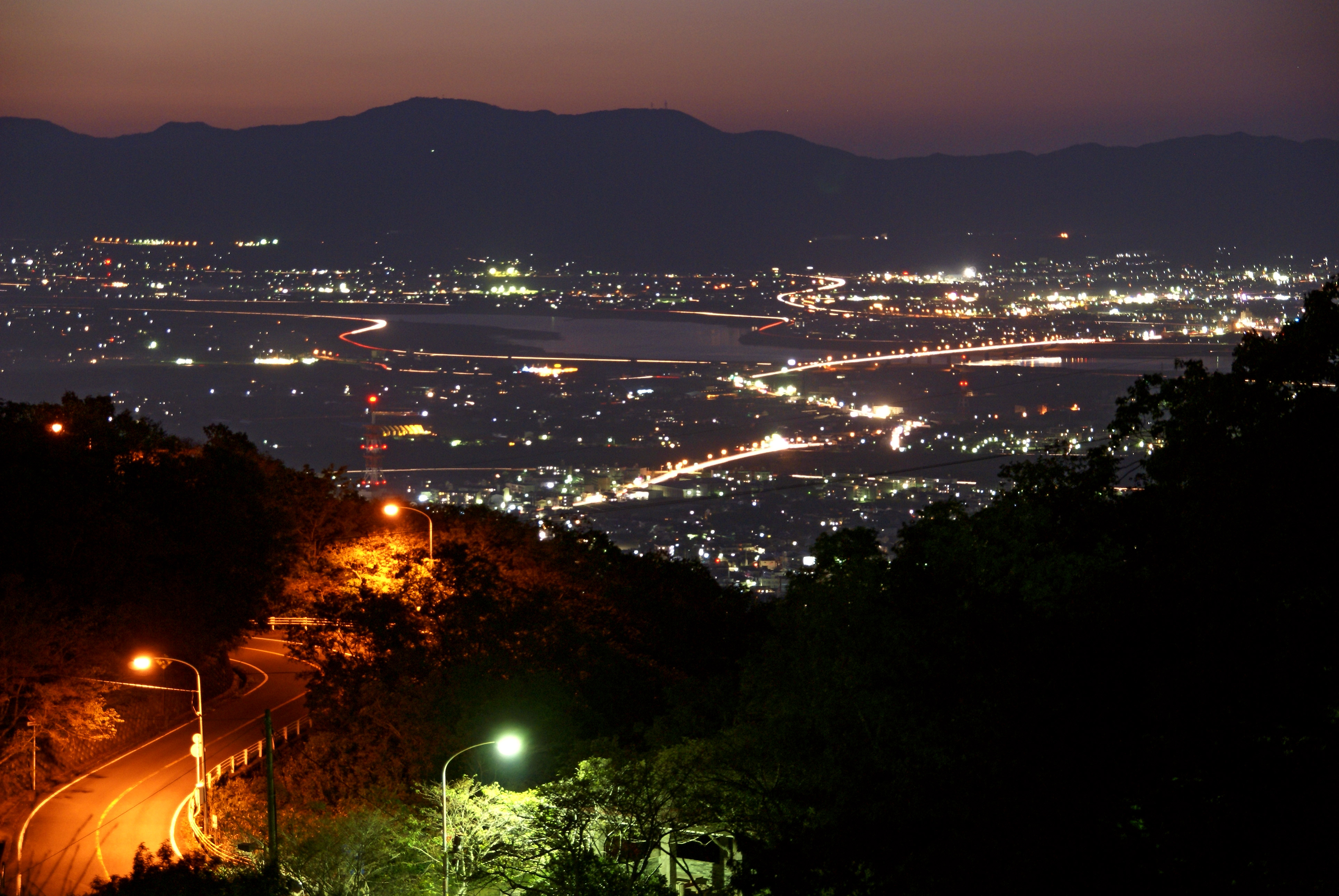
眉山ドライブウェイ（眉山山頂から）

眉山ドライブウェイ（びざんドライブウェイ）は、徳島県徳島市加茂名町から徳島市眉山町を結ぶ一般道路、ドライブコース。標識には「ドライブウェイ」と表記されている。

## 概要

### 概説
- 通行無料。
- 眉山から北西に降りる道。
- 国道192号より蔵本運動公園を過ぎたところで眉山方面の住宅地を通過したところにある。
- 終点部には桜の名所である西部公園がある。

### 注意点
- 眉山パークウェイとは違い、こちらは1.5車線道である。
- 対向車だけでなく、歩行者にも注意が必要。
- マイクロバスを除く大型車は通行禁止になっている。
- 途中に湧き水が流れている。
- 道幅が狭く、ガードレールが無い所もある。
- 猪などの野生動物に遭遇する可能性がある。